# Joseph Berlin-Sémon
Joseph Berlin-Sémon (né le 12 juin 1994 à Besançon) est un coureur cycliste français. Spécialiste de la piste, il est notamment devenu champion de France de demi-fond à plusieurs reprises.

## Biographie
Joseph Berlin-Sémon commence le cyclisme en première année minime au sein de l'ACBisontine. Rapidement, il se consacre à la piste. Il obtient sa première grande victoire lors de la finale du scratch de la Coupe de France cadets en 2010, où il devance Thomas Boudat.
En 2017, il remporte la manche piste de la Coupe de France DN2, disputée en course à l'américaine, avec son coéquipier suisse Gaël Suter. Jusque-là spécialiste de l'américaine, il devient vice-champion de France de demi-fond En 2017. 
Avec son entraîneur Marc Pacheco, il est sacré champion de France de demi-fond en septembre 2018, quelques semaines après avoir pris la troisième place des Six Jours de Turin avec Morgan Kneisky. Il conserve son titre de champion de France de demi-fond en 2019, 2020 et 2021. Il est de nouveau titré en 2023 un an après avoir perdu sa tunique tricolore au profit d’Émilien Clère.
Depuis 2019, il se consacre uniquement à cette discipline et il est également entraîneur de l'équipe continentale Groupama-FDJ.

## Palmarès sur piste

### Championnats de France
- 2017
  - 2e du demi-fond
- 2018
  -  Champion de France de demi-fond
  - 3e de l'américaine
- 2019
  -  Champion de France de demi-fond
- 2020
  -  Champion de France de demi-fond
- 2021
  -  Champion de France de demi-fond
- 2022
  - 3e du demi-fond
- 2023
  -  Champion de France de demi-fond

## Palmarès sur route
- 2016
  - Prix de Jura Nord à Fraisans